# Llista de Grans Premis de motociclisme
|  | Aquest article tracta sobre motociclisme de velocitat. Vegeu-ne altres significats a «Llista de Grans Premis de motocròs». |

Aquesta és una llista amb els Grans Premis que han format part del Campionat del Món de motociclisme de velocitat al llarg de la història, des del moment de la seva instauració el 1949.

## Grans Premis actius i històrics

### Per nom
En negreta, els 21 Grans Premis programats per a la temporada 2022.
| Gran Premi                            | Anys actiu                                                  | Núm. d'edicions |
| ------------------------------------- | ----------------------------------------------------------- | --------------- |
| Gran Premi d'Alemanya                 | 1952–2019, 2021                                             | 69              |
| Gran Premi de l'Alemanya Oriental     | 1961–1972                                                   | 12              |
| Gran Premi de l'Algarve               | 2021                                                        | 1               |
| Gran Premi de les Amèriques           | 2013–2019, 2021                                             | 8               |
| Gran Premi d'Andalusia                | 2020                                                        | 1               |
| Gran Premi d'Aragó                    | 2010–2021                                                   | 12              |
| Gran Premi de l'Argentina             | 1961–1963, 1981–1982, 1987, 1994–1995, 1998–1999, 2014–2019 | 16              |
| Gran Premi d'Austràlia                | 1989–2019                                                   | 31              |
| Gran Premi d'Àustria                  | 1971–1979, 1981–1991, 1993–1994, 1996–1997, 2016–2021       | 30              |
| Gran Premi de Baden-Württemberg       | 1986                                                        | 1               |
| Gran Premi de Bèlgica                 | 1949–1986, 1988–1990                                        | 41              |
| Gran Premi del Brasil                 | 1987–1989, 1992                                             | 4               |
| Gran Premi del Canadà                 | 1967                                                        | 1               |
| Gran Premi de Catalunya               | 1996–2021                                                   | 26              |
| Gran Premi de Doha                    | 2021                                                        | 1               |
| Dutch TT                              | 1949–2019, 2021                                             | 72              |
| Gran Premi d'Emília-Romanya           | 2020–2021                                                   | 2               |
| Gran Premi d'Espanya                  | 1951–1955, 1961–2021                                        | 66              |
| Gran Premi dels Estats Units          | 1964–1965, 1988–1991, 1993–1994, 2005–2013                  | 17              |
| Gran Premi d'Estíria                  | 2020–2021                                                   | 2               |
| Gran Premi d'Europa                   | 1991–1995, 2020                                             | 6               |
| Gran Premi Expo 92                    | 1988                                                        | 1               |
| Gran Premi FIM                        | 1993                                                        | 1               |
| Gran Premi de Finlàndia               | 1962–1982                                                   | 21              |
| Gran Premi de França                  | 1951, 1953–1955, 1959–1967, 1969–1970, 1972–1992, 1994–2021 | 64              |
| Gran Premi de Gran Bretanya           | 1977–2017, 2019, 2021                                       | 43              |
| Gran Premi d'Hongria                  | 1990, 1992                                                  | 2               |
| Gran Premi d'Imola                    | 1996–1999                                                   | 4               |
| Gran Premi d'Indianàpolis             | 2008–2015                                                   | 8               |
| Gran Premi d'Indonèsia                | 1996–1997                                                   | 2               |
| Gran Premi d'Itàlia                   | 1949–2019, 2021                                             | 72              |
| Gran Premi de Iugoslàvia              | 1969–1970, 1972–1990                                        | 21              |
| Gran Premi del Japó                   | 1963–1967, 1987–2019                                        | 38              |
| Gran Premi de Madrid                  | 1998                                                        | 1               |
| Gran Premi de Malàisia                | 1991–2019                                                   | 29              |
| Manx TT                               | 1949–1976                                                   | 28              |
| Gran Premi del Pacífic                | 2000–2003                                                   | 4               |
| Gran Premi de Portugal                | 1987, 2000–2012, 2020–2021                                  | 16              |
| Gran Premi de Qatar                   | 2004–2021                                                   | 18              |
| Gran Premi de Rio de Janeiro          | 1995–1997, 1999–2004                                        | 9               |
| Gran Premi de San Marino              | 1981–1987, 1991, 1993, 2007–2021                            | 24              |
| Gran Premi de Sud-àfrica              | 1983–1985, 1992, 1999–2004                                  | 10              |
| Gran Premi de Suècia                  | 1958–1959, 1961, 1971–1979, 1981–1990                       | 22              |
| Gran Premi de Suïssa                  | 1949–1954                                                   | 6               |
| Gran Premi de Terol                   | 2020                                                        | 1               |
| Gran Premi de Tailàndia               | 2018–2019                                                   | 2               |
| Gran Premi de Turquia                 | 2005–2007                                                   | 3               |
| Gran Premi de la República Txeca      | 1965–1982, 1987–1991, 1993–2020                             | 51              |
| Gran Premi de l'Ulster                | 1949–1971                                                   | 23              |
| Gran Premi de la Comunitat Valenciana | 1999–2021                                                   | 23              |
| Gran Premi de Veneçuela               | 1977–1979                                                   | 3               |
| Gran Premi Vitesse du Mans            | 1991                                                        | 1               |
| Gran Premi de la Xina                 | 2005–2008                                                   | 4               |

Notes
1. ↑  Del 1961 al 1972, quan coexistia amb el Gran Premi de l'Alemanya Oriental, el GP d'Alemanya era conegut també com a Gran Premi de l'Alemanya Occidental.
2. ↑  Anomenat amb propietat Gran Premi de la RDA.
3. ↑  Del 1995 al 2004 se celebrà també al Brasil el Gran Premi de Rio.
4. ↑  El 2018 hi havia programada una edició del Gran Premi, però va ser cancel·lada a causa del mal temps i l'estat de la pista. Tot i que les sessions de qualificació es van fer, no s'inclou en aquesta taula pel fet que les curses de les tres categories varen ser cancel·lades.
5. ↑  Del 1949 al 1990 l'esdeveniment s'anomenà Gran Premi de les Nacions.
6. ↑  L'esdeveniment es coneixia també com a Gran Premi de l'Adriàtic.
7. ↑  El Gran Premi del Pacífic se celebrava al Japó.
8. ↑  L'edició de 1987 es va celebrar a Espanya.
9. ↑  El Gran Premi se celebrà a diversos circuits italians; des del 2007 s'anomena oficialment Gran Premi de San Marino i la Costa de Rimini.
10. ↑  Després del tràgic accident a les 24 Hores de Le Mans de 1955, el govern suís va prohibir les curses de motor al seu territori.
11. ↑  Abans del 1993 l'esdeveniment era conegut com a Gran Premi de Txecoslovàquia.

### Per estat amfitrió
En negreta, els 21 Grans Premis programats per a la temporada 2022.
| Estat         | Grans Premis | Total |
| ------------- | --- | ----- |
| Alemanya      | Gran Premi d'Alemanya, 69 (1952–2019, 2021) Gran Premi de l'Alemanya Oriental, 12 (1961–1972) Gran Premi de Baden-Württemberg, 1 (1986) | 82    |
| Argentina     | Gran Premi de l'Argentina (1961–1963, 1981–1982, 1987, 1994–1995, 1998–1999, 2014–2019) | 16    |
| Austràlia     | Gran Premi d'Austràlia (1989–2019) | 31    |
| Àustria       | Gran Premi d'Àustria, 30 (1971–1979, 1981–1991, 1993–1994, 1996–1997, 2016–2021) Gran Premi d'Estíria, 2 (2020–2021) | 32    |
| Bèlgica       | Gran Premi de Bèlgica(1949–1986, 1988–1990) | 41    |
| Brasil        | Gran Premi del Brasil, 4 (1987–1989, 1992) Gran Premi de Rio de Janeiro, 9 (1995–1997, 1999–2004) | 13    |
| Canadà        | Gran Premi del Canadà (1967) | 1     |
| Espanya       | Gran Premi d'Espanya, 66 (1951–1955, 1961–2021) Gran Premi de Portugal, 1 (1987) Gran Premi Expo 92, 1 (1988) Gran Premi d'Europa, 6 (1991–1995, 2020) Gran Premi FIM, 1 (1993) Gran Premi de Catalunya, 26 (1996–2021) Gran Premi de Madrid, 1 (1998) Gran Premi de la Comunitat Valenciana, 23 (1999–2021) Gran Premi d'Aragó, 12 (2010–2021) Gran Premi d'Andalusia, 1 (2020) Gran Premi de Terol, 1 (2020) | 139   |
| Estats Units  | Gran Premi dels Estats Units, 17 (1964–1965, 1988–1991, 1993–1994, 2005–2013) Gran Premi d'Indianapolis, 8 (2008–2015) Gran Premi de les Amèriques, 8 (2013–2019, 2021) | 33    |
| Finlàndia     | Gran Premi de Finlàndia (1962–1982) | 21    |
| França        | Gran Premi de França, 64 (1951, 1953–1955, 1959–1967, 1969–1970, 1972–1992, 1994–2021) Gran Premi Vitesse du Mans, 1 (1991) | 65    |
| Hongria       | Gran Premi d'Hongria (1990, 1992) | 2     |
| Indonèsia     | Gran Premi d'Indonèsia (1996–1997) | 2     |
| Itàlia        | Gran Premi d'Itàlia, 72 (1949–2019, 2021) Gran Premi de San Marino, 24 (1981–1987, 1991, 1993, 2007–2021) Gran Premi d'Imola, 4 (1996–1999) Gran Premi d'Emília-Romanya, 2 (2020–2021) | 102   |
| Iugoslàvia    | Gran Premi de Iugoslàvia (1969–1970, 1972–1990) | 21    |
| Japó          | Gran Premi del Japó, 38 (1963–1967, 1987–2019) Gran Premi del Pacífic, 4 (2000–2003) | 42    |
| Malàisia      | Gran Premi de Malàisia (1991–2019) | 29    |
| Països Baixos | Dutch TT (1949–2019, 2021) | 72    |
| Portugal      | Gran Premi de Portugal, 15 (2000–2012, 2020–2021) Gran Premi de l'Algarve, 1 (2021) | 16    |
| Qatar         | Gran Premi de Qatar, 18 (2004–2021) Gran Premi de Doha, 1 (2021) | 19    |
| Regne Unit    | Manx TT, 28 (1949–1976) Gran Premi de l'Ulster, 23 (1949–1971) Gran Premi de Gran Bretanya, 43 (1977–2017, 2019, 2021) | 94    |
| Sud-àfrica    | Gran Premi de Sud-àfrica (1983–1985, 1992, 1999–2004) | 10    |
| Suècia        | Gran Premi de Suècia (1958–1959, 1961, 1971–1979, 1981–1990) | 22    |
| Suïssa        | Gran Premi de Suïssa (1949–1954) | 6     |
| Tailàndia     | Gran Premi de Tailàndia (2018–2019) | 2     |
| Turquia       | Gran Premi de Turquia (2005–2007) | 3     |
| Txèquia       | Gran Premi de la República Txeca (1965–1982, 1987–1991, 1993–2020) | 51    |
| Veneçuela     | Gran Premi de Veneçuela (1977–1979) | 3     |
| Xina          | Gran Premi de la Xina (2005–2008) | 4     |

## Curses per temporada

### 1949—1959
| Ronda | 1949              | 1950              | 1951              | 1952              | 1953              | 1954              | 1955              | 1956              | 1957              | 1958              | 1959              |
| ----- | ----------------- | ----------------- | ----------------- | ----------------- | ----------------- | ----------------- | ----------------- | ----------------- | ----------------- | ----------------- | ----------------- |
| 1     | Manx TT           | Manx TT           | GP d'Espanya      | GP de Suïssa      | Manx TT           | GP de França      | GP d'Espanya      | Manx TT           | GP d'Alemanya     | Manx TT           | GP de França      |
| 2     | GP de Suïssa      | GP de Bèlgica     | GP de Suïssa      | Manx TT           | Dutch TT          | Manx TT           | GP de França      | Dutch TT          | Manx TT           | Dutch TT          | Manx TT           |
| 3     | Dutch TT          | Dutch TT          | Manx TT           | Dutch TT          | GP de Bèlgica     | GP de l'Ulster    | Manx TT           | GP de Bèlgica     | Dutch TT          | GP de Bèlgica     | GP d'Alemanya     |
| 4     | GP de Bèlgica     | GP de Suïssa      | GP de Bèlgica     | GP de Bèlgica     | GP d'Alemanya     | GP de Bèlgica     | GP d'Alemanya     | GP d'Alemanya     | GP de Bèlgica     | GP d'Alemanya     | Dutch TT          |
| 5     | GP de l'Ulster    | GP de l'Ulster    | Dutch TT          | GP d'Alemanya     | GP de França      | Dutch TT          | GP de Bèlgica     | GP de l'Ulster    | GP de l'Ulster    | GP de Suècia      | GP de Bèlgica     |
| 6     | GP de les Nacions | GP de les Nacions | GP de França      | GP de l'Ulster    | GP de l'Ulster    | GP d'Alemanya     | Dutch TT          | GP de les Nacions | GP de les Nacions | GP de l'Ulster    | GP de Suècia      |
| 7     |                   |                   | GP de l'Ulster    | GP de les Nacions | GP de Suïssa      | GP de Suïssa      | GP de l'Ulster    |                   |                   | GP de les Nacions | GP de l'Ulster    |
| 8     |                   |                   | GP de les Nacions | GP d'Espanya      | GP de les Nacions | GP de les Nacions | GP de les Nacions |                   |                   |                   | GP de les Nacions |
| 9     |                   |                   |                   |                   | GP d'Espanya      | GP d'Espanya      |                   |                   |                   |                   |                   |

### 1960—1969
| Ronda | 1960              | 1961              | 1962              | 1963              | 1964                 | 1965                 | 1966                 | 1967                 | 1968                 | 1969                 |
| ----- | ----------------- | ----------------- | ----------------- | ----------------- | -------------------- | -------------------- | -------------------- | -------------------- | -------------------- | -------------------- |
| 1     | GP de França      | GP d'Espanya      | GP d'Espanya      | GP d'Espanya      | GP dels Estats Units | GP dels Estats Units | GP d'Espanya         | GP d'Espanya         | GP d'Alemanya        | GP d'Espanya         |
| 2     | Manx TT           | GP d'Alemanya     | GP de França      | GP d'Alemanya     | GP d'Espanya         | GP d'Alemanya        | GP d'Alemanya        | GP d'Alemanya        | GP d'Espanya         | GP d'Alemanya        |
| 3     | Dutch TT          | GP de França      | Manx TT           | GP de França      | GP de França         | GP d'Espanya         | GP de França         | GP de França         | Manx TT              | GP de França         |
| 4     | GP de Bèlgica     | Manx TT           | Dutch TT          | Manx TT           | Manx TT              | GP de França         | Dutch TT             | Manx TT              | Dutch TT             | Manx TT              |
| 5     | GP d'Alemanya     | Dutch TT          | GP de Bèlgica     | Dutch TT          | Dutch TT             | Manx TT              | GP de Bèlgica        | Dutch TT             | GP de Bèlgica        | Dutch TT             |
| 6     | GP de l'Ulster    | GP de Bèlgica     | GP d'Alemanya     | GP de Bèlgica     | GP de Bèlgica        | Dutch TT             | GP de la RDA         | GP de Bèlgica        | GP de la RDA         | GP de Bèlgica        |
| 7     | GP de les Nacions | GP de la RDA      | GP de l'Ulster    | GP de l'Ulster    | GP d'Alemanya        | GP de Bèlgica        | GP de Txecoslovàquia | GP de la RDA         | GP de Txecoslovàquia | GP de la RDA         |
| 8     |                   | GP de l'Ulster    | GP de la RDA      | GP de la RDA      | GP de la RDA         | GP de la RDA         | GP de Finlàndia      | GP de Txecoslovàquia | GP de Finlàndia      | GP de Txecoslovàquia |
| 9     |                   | GP de les Nacions | GP de les Nacions | GP de Finlàndia   | GP de l'Ulster       | GP de Txecoslovàquia | GP de l'Ulster       | GP de Finlàndia      | GP de l'Ulster       | GP de Finlàndia      |
| 10    |                   | GP de Suècia      | GP de Finlàndia   | GP de les Nacions | GP de Finlàndia      | GP de l'Ulster       | Manx TT              | GP de l'Ulster       | GP de les Nacions    | GP de l'Ulster       |
| 11    |                   | GP de l'Argentina | GP de l'Argentina | GP de l'Argentina | GP de les Nacions    | GP de Finlàndia      | GP de les Nacions    | GP de les Nacions    |                      | GP de les Nacions    |
| 12    |                   |                   |                   | GP del Japó       | GP del Japó          | GP de les Nacions    | GP del Japó          | GP del Canadà        |                      | GP de Iugoslàvia     |
| 13    |                   |                   |                   |                   |                      | GP del Japó          |                      | GP del Japó          |                      |                      |

### 1970—1979
| Ronda | 1970                 | 1971                 | 1972                 | 1973                 | 1974                 | 1975                 | 1976                 | 1977                 | 1978                 | 1979                 |
| ----- | -------------------- | -------------------- | -------------------- | -------------------- | -------------------- | -------------------- | -------------------- | -------------------- | -------------------- | -------------------- |
| 1     | GP d'Alemanya        | GP d'Àustria         | GP d'Alemanya        | GP de França         | GP de França         | GP de França         | GP de França         | GP de Veneçuela      | GP de Veneçuela      | GP de Veneçuela      |
| 2     | GP de França         | GP d'Alemanya        | GP de França         | GP d'Àustria         | GP d'Alemanya        | GP d'Espanya         | GP d'Àustria         | GP d'Àustria         | GP d'Espanya         | GP d'Àustria         |
| 3     | GP de Iugoslàvia     | Manx TT              | GP d'Àustria         | GP d'Alemanya        | GP d'Àustria         | GP d'Àustria         | GP de les Nacions    | GP d'Alemanya        | GP d'Àustria         | GP d'Alemanya        |
| 4     | Manx TT              | Dutch TT             | GP de les Nacions    | GP de les Nacions    | GP de les Nacions    | GP d'Alemanya        | GP de Iugoslàvia     | GP de les Nacions    | GP de França         | GP de les Nacions    |
| 5     | Dutch TT             | GP de Bèlgica        | Manx TT              | Manx TT              | Manx TT              | GP de les Nacions    | Manx TT              | GP d'Espanya         | GP de les Nacions    | GP d'Espanya         |
| 6     | GP de Bèlgica        | GP de la RDA         | GP de Iugoslàvia     | GP de Iugoslàvia     | Dutch TT             | Manx TT              | Dutch TT             | GP de França         | Dutch TT             | GP de Iugoslàvia     |
| 7     | GP de la RDA         | GP de Txecoslovàquia | Dutch TT             | Dutch TT             | GP de Bèlgica        | Dutch TT             | GP de Bèlgica        | GP de Iugoslàvia     | GP de Bèlgica        | Dutch TT             |
| 8     | GP de Txecoslovàquia | GP de Suècia         | GP de Bèlgica        | GP de Bèlgica        | GP de Suècia         | GP de Bèlgica        | GP de Suècia         | Dutch TT             | GP de Suècia         | GP de Bèlgica        |
| 9     | GP de Finlàndia      | GP de Finlàndia      | GP de la RDA         | GP de Txecoslovàquia | GP de Finlàndia      | GP de Suècia         | GP de Finlàndia      | GP de Bèlgica        | GP de Finlàndia      | GP de Suècia         |
| 10    | GP de l'Ulster       | GP de l'Ulster       | GP de Txecoslovàquia | GP de Suècia         | GP de Txecoslovàquia | GP de Finlàndia      | GP de Txecoslovàquia | GP de Suècia         | GP de Gran Bretanya  | GP de Finlàndia      |
| 11    | GP de les Nacions    | GP de les Nacions    | GP de Suècia         | GP de Finlàndia      | GP de Iugoslàvia     | GP de Txecoslovàquia | GP d'Alemanya        | GP de Finlàndia      | GP d'Alemanya        | GP de Gran Bretanya  |
| 12    | GP d'Espanya         | GP d'Espanya         | GP de Finlàndia      | GP d'Espanya         | GP d'Espanya         | GP de Iugoslàvia     | GP d'Espanya         | GP de Txecoslovàquia | GP de Txecoslovàquia | GP de Txecoslovàquia |
| 13    |                      |                      | GP d'Espanya         |                      |                      |                      |                      | GP de Gran Bretanya  | GP de Iugoslàvia     | GP de França         |

### 1980—1989
| Ronda | 1980                 | 1981                 | 1982                 | 1983                | 1984                | 1985                | 1986                    | 1987                 | 1988                 | 1989                 |
| ----- | -------------------- | -------------------- | -------------------- | ------------------- | ------------------- | ------------------- | ----------------------- | -------------------- | -------------------- | -------------------- |
| 1     | GP de les Nacions    | GP de l'Argentina    | GP de l'Argentina    | GP de Sud-àfrica    | GP de Sud-àfrica    | GP de Sud-àfrica    | GP d'Espanya            | GP del Japó          | GP del Japó          | GP del Japó          |
| 2     | GP d'Espanya         | GP d'Àustria         | GP d'Àustria         | GP de França        | GP de les Nacions   | GP d'Espanya        | GP de les Nacions       | GP d'Espanya         | GP dels Estats Units | GP d'Austràlia       |
| 3     | GP de França         | GP d'Alemanya        | GP de França         | GP de les Nacions   | GP d'Espanya        | GP d'Alemanya       | GP d'Alemanya           | GP d'Alemanya        | GP d'Espanya         | GP dels Estats Units |
| 4     | GP de Iugoslàvia     | GP de les Nacions    | GP d'Espanya         | GP d'Alemanya       | GP d'Àustria        | GP de les Nacions   | GP d'Àustria            | GP de les Nacions    | GP "Expo 92"         | GP d'Espanya         |
| 5     | Dutch TT             | GP de França         | GP de les Nacions    | GP d'Espanya        | GP d'Alemanya       | GP d'Àustria        | GP de Iugoslàvia        | GP d'Àustria         | GP de les Nacions    | GP de les Nacions    |
| 6     | GP de Bèlgica        | GP d'Espanya         | Dutch TT             | GP d'Àustria        | GP de França        | GP de Iugoslàvia    | Dutch TT                | GP de Iugoslàvia     | GP d'Alemanya        | GP d'Alemanya        |
| 7     | GP de Finlàndia      | GP de Iugoslàvia     | GP de Bèlgica        | GP de Iugoslàvia    | GP de Iugoslàvia    | Dutch TT            | GP de Bèlgica           | Dutch TT             | GP d'Àustria         | GP d'Àustria         |
| 8     | GP de Gran Bretanya  | Dutch TT             | GP de Iugoslàvia     | Dutch TT            | Dutch TT            | GP de Bèlgica       | GP de França            | GP de França         | Dutch TT             | GP de Iugoslàvia     |
| 9     | GP de Txecoslovàquia | GP de Bèlgica        | GP de Gran Bretanya  | GP de Bèlgica       | GP de Bèlgica       | GP de França        | GP de Gran Bretanya     | GP de Gran Bretanya  | GP de Bèlgica        | Dutch TT             |
| 10    | GP d'Alemanya        | GP de San Marino     | GP de Suècia         | GP de Gran Bretanya | GP de Gran Bretanya | GP de Gran Bretanya | GP de Suècia            | GP de Suècia         | GP de Iugoslàvia     | GP de Bèlgica        |
| 11    |                      | GP de Gran Bretanya  | GP de Finlàndia      | GP de Suècia        | GP de Suècia        | GP de Suècia        | GP de San Marino        | GP de Txecoslovàquia | GP de França         | GP de França         |
| 12    |                      | GP de Finlàndia      | GP de Txecoslovàquia | GP de San Marino    | GP de San Marino    | GP de San Marino    | GP de Baden-Württemberg | GP de San Marino     | GP de Gran Bretanya  | GP de Gran Bretanya  |
| 13    |                      | GP de Suècia         | GP de San Marino     |                     |                     |                     |                         | GP de Portugal       | GP de Suècia         | GP de Suècia         |
| 14    |                      | GP de Txecoslovàquia | GP d'Alemanya        |                     |                     |                     |                         | GP del Brasil        | GP de Txecoslovàquia | GP de Txecoslovàquia |
| 15    |                      |                      |                      |                     |                     |                     |                         | GP de l'Argentina    | GP del Brasil        | GP del Brasil        |

### 1990—1999
| Ronda | 1990                 | 1991                 | 1992                | 1993                 | 1994                 | 1995                 | 1996                 | 1997                 | 1998                | 1999                 |
| ----- | -------------------- | -------------------- | ------------------- | -------------------- | -------------------- | -------------------- | -------------------- | -------------------- | ------------------- | -------------------- |
| 1     | GP del Japó          | GP del Japó          | GP del Japó         | GP d'Austràlia       | GP d'Austràlia       | GP d'Austràlia       | GP de Malàisia       | GP de Malàisia       | GP del Japó         | GP de Malàisia       |
| 2     | GP dels Estats Units | GP d'Austràlia       | GP d'Austràlia      | GP de Malàisia       | GP de Malàisia       | GP de Malàisia       | GP d'Indonèsia       | GP del Japó          | GP de Malàisia      | GP del Japó          |
| 3     | GP d'Espanya         | GP dels Estats Units | GP de Malàisia      | GP del Japó          | GP del Japó          | GP del Japó          | GP del Japó          | GP d'Espanya         | GP d'Espanya        | GP d'Espanya         |
| 4     | GP de les Nacions    | GP d'Espanya         | GP d'Espanya        | GP d'Espanya         | GP d'Espanya         | GP d'Espanya         | GP d'Espanya         | GP d'Itàlia          | GP d'Itàlia         | GP de França         |
| 5     | GP d'Alemanya        | GP d'Itàlia          | GP d'Itàlia         | GP d'Àustria         | GP d'Àustria         | GP d'Alemanya        | GP d'Itàlia          | GP d'Àustria         | GP de França        | GP d'Itàlia          |
| 6     | GP d'Àustria         | GP d'Alemanya        | GP d'Europa         | GP d'Alemanya        | GP d'Alemanya        | GP d'Itàlia          | GP de França         | GP de França         | GP de Madrid        | GP de Catalunya      |
| 7     | GP de Iugoslàvia     | GP d'Àustria         | GP d'Alemanya       | Dutch TT             | Dutch TT             | Dutch TT             | Dutch TT             | Dutch TT             | Dutch TT            | Dutch TT             |
| 8     | Dutch TT             | GP d'Europa          | Dutch TT            | GP d'Europa          | GP d'Itàlia          | GP de França         | GP d'Alemanya        | GP d'Imola           | GP de Gran Bretanya | GP de Gran Bretanya  |
| 9     | GP de Bèlgica        | Dutch TT             | GP d'Hongria        | GP de San Marino     | GP de França         | GP de Gran Bretanya  | GP de Gran Bretanya  | GP d'Alemanya        | GP d'Alemanya       | GP d'Alemanya        |
| 10    | GP de França         | GP de França         | GP de França        | GP de Gran Bretanya  | GP de Gran Bretanya  | GP de la R. Txeca    | GP d'Àustria         | GP de Rio de Janeiro | GP de la R. Txeca   | GP de la R. Txeca    |
| 11    | GP de Gran Bretanya  | GP de Gran Bretanya  | GP de Gran Bretanya | GP de la R. Txeca    | GP de la R. Txeca    | GP de Rio de Janeiro | GP de la R. Txeca    | GP de Gran Bretanya  | GP d'Imola          | GP d'Imola           |
| 12    | GP de Suècia         | GP de San Marino     | GP del Brasil       | GP d'Itàlia          | GP dels Estats Units | GP de l'Argentina    | GP d'Imola           | GP de la R. Txeca    | GP de Catalunya     | GP C. Valenciana     |
| 13    | GP de la R. Txeca    | GP de la R. Txeca    | GP de Sud-àfrica    | GP dels Estats Units | GP de l'Argentina    | GP d'Europa          | GP de Catalunya      | GP de Catalunya      | GP d'Austràlia      | GP d'Austràlia       |
| 14    | GP d'Hongria         | GP Vitesse du Mans   |                     | GP FIM               | GP d'Europa          |                      | GP de Rio de Janeiro | GP d'Indonèsia       | GP de l'Argentina   | GP de Sud-àfrica     |
| 15    | GP d'Austràlia       | GP de Malàisia       |                     |                      |                      |                      | GP d'Austràlia       | GP d'Austràlia       |                     | GP de Rio de Janeiro |
| 16    |                      |                      |                     |                      |                      |                      |                      |                      |                     | GP de l'Argentina    |

### 2000—2009
| Ronda | 2000                 | 2001                 | 2002                 | 2003                 | 2004                 | 2005                 | 2006                 | 2007                 | 2008                 | 2009                 |
| ----- | -------------------- | -------------------- | -------------------- | -------------------- | -------------------- | -------------------- | -------------------- | -------------------- | -------------------- | -------------------- |
| 1     | GP de Sud-àfrica     | GP del Japó          | GP del Japó          | GP del Japó          | GP de Sud-àfrica     | GP d'Espanya         | GP d'Espanya         | GP de Qatar          | GP de Qatar          | GP de Qatar          |
| 2     | GP de Malàisia       | GP de Sud-àfrica     | GP de Sud-àfrica     | GP de Sud-àfrica     | GP d'Espanya         | GP de Portugal       | GP de Qatar          | GP d'Espanya         | GP d'Espanya         | GP del Japó          |
| 3     | GP del Japó          | GP d'Espanya         | GP d'Espanya         | GP d'Espanya         | GP de França         | GP de la Xina        | GP de Turquia        | GP de la Xina        | GP de Portugal       | GP d'Espanya         |
| 4     | GP d'Espanya         | GP de França         | GP de França         | GP de França         | GP d'Itàlia          | GP de França         | GP de la Xina        | GP de Turquia        | GP de la Xina        | GP de França         |
| 5     | GP de França         | GP d'Itàlia          | GP d'Itàlia          | GP d'Itàlia          | GP de Catalunya      | GP d'Itàlia          | GP de França         | GP de França         | GP de França         | GP d'Itàlia          |
| 6     | GP d'Itàlia          | GP de Catalunya      | GP de Catalunya      | GP de Catalunya      | Dutch TT             | GP de Catalunya      | GP d'Itàlia          | GP d'Itàlia          | GP d'Itàlia          | GP de Catalunya      |
| 7     | GP de Catalunya      | Dutch TT             | Dutch TT             | Dutch TT             | GP de Rio de Janeiro | Dutch TT             | GP de Catalunya      | GP de Catalunya      | GP de Catalunya      | Dutch TT             |
| 8     | Dutch TT             | GP de Gran Bretanya  | GP de Gran Bretanya  | GP de Gran Bretanya  | GP d'Alemanya        | GP dels Estats Units | Dutch TT             | GP de Gran Bretanya  | GP de Gran Bretanya  | GP dels Estats Units |
| 9     | GP de Gran Bretanya  | GP d'Alemanya        | GP d'Alemanya        | GP d'Alemanya        | GP de Gran Bretanya  | GP de Gran Bretanya  | GP de Gran Bretanya  | Dutch TT             | Dutch TT             | GP d'Alemanya        |
| 10    | GP d'Alemanya        | GP de la R. Txeca    | GP de la R. Txeca    | GP de la R. Txeca    | GP de la R. Txeca    | GP d'Alemanya        | GP d'Alemanya        | GP d'Alemanya        | GP d'Alemanya        | GP de Gran Bretanya  |
| 11    | GP de la R. Txeca    | GP de Portugal       | GP de Portugal       | GP de Portugal       | GP de Portugal       | GP de la R. Txeca    | GP dels Estats Units | GP dels Estats Units | GP dels Estats Units | GP de la R. Txeca    |
| 12    | GP de Portugal       | GP C. Valenciana     | GP de Rio de Janeiro | GP de Rio de Janeiro | GP del Japó          | GP del Japó          | GP de la R. Txeca    | GP de la R. Txeca    | GP de la R. Txeca    | GP d'Indianapolis    |
| 13    | GP C. Valenciana     | GP del Pacífic       | GP del Pacífic       | GP del Pacífic       | GP de Qatar          | GP de Malàisia       | GP de Malàisia       | GP de San Marino     | GP de San Marino     | GP de San Marino     |
| 14    | GP de Rio de Janeiro | GP d'Austràlia       | GP de Malàisia       | GP de Malàisia       | GP de Malàisia       | GP de Qatar          | GP d'Austràlia       | GP del Japó          | GP d'Indianapolis    | GP de Portugal       |
| 15    | GP del Pacífic       | GP de Malàisia       | GP d'Austràlia       | GP d'Austràlia       | GP d'Austràlia       | GP d'Austràlia       | GP del Japó          | GP d'Austràlia       | GP del Japó          | GP d'Austràlia       |
| 16    | GP d'Austràlia       | GP de Rio de Janeiro | GP C. Valenciana     | GP C. Valenciana     | GP C. Valenciana     | GP de Turquia        | GP de Portugal       | GP de Malàisia       | GP d'Austràlia       | GP de Malàisia       |
| 17    |                      |                      |                      |                      |                      | GP C. Valenciana     | GP C. Valenciana     | GP de Portugal       | GP de Malàisia       | GP C. Valenciana     |
| 18    |                      |                      |                      |                      |                      |                      |                      | GP C. Valenciana     | GP C. Valenciana     |                      |

### 2010–2019
| Ronda | 2010                 | 2011                 | 2012                 | 2013                 | 2014              | 2015              | 2016              | 2017              | 2018              | 2019              |
| ----- | -------------------- | -------------------- | -------------------- | -------------------- | ----------------- | ----------------- | ----------------- | ----------------- | ----------------- | ----------------- |
| 1     | GP de Qatar          | GP de Qatar          | GP de Qatar          | GP de Qatar          | GP de Qatar       | GP de Qatar       | GP de Qatar       | GP de Qatar       | GP de Qatar       | GP de Qatar       |
| 2     | GP d'Espanya         | GP d'Espanya         | GP d'Espanya         | GP Amèriques         | GP Amèriques      | GP Amèriques      | GP de l'Argentina | GP de l'Argentina | GP de l'Argentina | GP de l'Argentina |
| 3     | GP de França         | GP de Portugal       | GP de Portugal       | GP d'Espanya         | GP de l'Argentina | GP de l'Argentina | GP Amèriques      | GP Amèriques      | GP Amèriques      | GP Amèriques      |
| 4     | GP d'Itàlia          | GP de França         | GP de França         | GP de França         | GP d'Espanya      | GP d'Espanya      | GP d'Espanya      | GP d'Espanya      | GP d'Espanya      | GP d'Espanya      |
| 5     | GP Gran Bretanya     | GP de Catalunya      | GP de Catalunya      | GP d'Itàlia          | GP de França      | GP de França      | GP de França      | GP de França      | GP de França      | GP de França      |
| 6     | Dutch TT             | GP Gran Bretanya     | GP Gran Bretanya     | GP de Catalunya      | GP d'Itàlia       | GP d'Itàlia       | GP d'Itàlia       | GP d'Itàlia       | GP d'Itàlia       | GP d'Itàlia       |
| 7     | GP de Catalunya      | Dutch TT             | Dutch TT             | Dutch TT             | GP de Catalunya   | GP de Catalunya   | GP de Catalunya   | GP de Catalunya   | GP de Catalunya   | GP de Catalunya   |
| 8     | GP d'Alemanya        | GP d'Itàlia          | GP d'Alemanya        | GP d'Alemanya        | Dutch TT          | Dutch TT          | Dutch TT          | Dutch TT          | Dutch TT          | Dutch TT          |
| 9     | GP dels Estats Units | GP d'Alemanya        | GP d'Itàlia          | GP dels Estats Units | GP d'Alemanya     | GP d'Alemanya     | GP d'Alemanya     | GP d'Alemanya     | GP d'Alemanya     | GP d'Alemanya     |
| 10    | GP de la R. Txeca    | GP dels Estats Units | GP dels Estats Units | GP d'Indianapolis    | GP d'Indianapolis | GP d'Indianapolis | GP d'Àustria      | GP de la R. Txeca | GP de la R. Txeca | GP de la R. Txeca |
| 11    | d'Indianapolis       | GP de la R. Txeca    | d'Indianapolis       | GP de la R. Txeca    | GP de la R. Txeca | GP de la R. Txeca | GP de la R. Txeca | GP d'Àustria      | GP d'Àustria      | GP d'Àustria      |
| 12    | GP de San Marino     | d'Indianapolis       | GP de la R. Txeca    | GP Gran Bretanya     | GP Gran Bretanya  | GP Gran Bretanya  | GP Gran Bretanya  | GP Gran Bretanya  | GP de San Marino  | GP Gran Bretanya  |
| 13    | GP d'Aragó           | GP de San Marino     | GP de San Marino     | GP de San Marino     | GP de San Marino  | GP de San Marino  | GP de San Marino  | GP de San Marino  | GP d'Aragó        | GP de San Marino  |
| 14    | GP del Japó          | GP d'Aragó           | GP d'Aragó           | GP d'Aragó           | GP d'Aragó        | GP d'Aragó        | GP d'Aragó        | GP d'Aragó        | GP de Tailàndia   | GP d'Aragó        |
| 15    | GP de Malàisia       | GP del Japó          | GP del Japó          | GP de Malàisia       | GP del Japó       | GP del Japó       | GP del Japó       | GP del Japó       | GP del Japó       | GP de Tailàndia   |
| 16    | GP d'Austràlia       | GP d'Austràlia       | GP de Malàisia       | GP d'Austràlia       | GP d'Austràlia    | GP d'Austràlia    | GP d'Austràlia    | GP d'Austràlia    | GP d'Austràlia    | GP del Japó       |
| 17    | GP de Portugal       | GP de Malàisia       | GP d'Austràlia       | GP del Japó          | GP de Malàisia    | GP de Malàisia    | GP de Malàisia    | GP de Malàisia    | GP de Malàisia    | GP d'Austràlia    |
| 18    | GP C. Valenciana     | GP C. Valenciana     | GP C. Valenciana     | GP C. Valenciana     | GP C. Valenciana  | GP C. Valenciana  | GP C. Valenciana  | GP C. Valenciana  | GP C. Valenciana  | GP de Malàisia    |
| 19    |                      |                      |                      |                      |                   |                   |                   |                   |                   | GP C. Valenciana  |

### 2020–2021
| Ronda | 2020                | 2021                |
| ----- | ------------------- | ------------------- |
| 1     | GP de Qatar         | GP de Qatar         |
| 2     | GP d'Espanya        | GP de Doha          |
| 3     | GP d'Andalusia      | GP de Portugal      |
| 4     | GP de la R. Txeca   | GP d'Espanya        |
| 5     | GP d'Àustria        | GP de França        |
| 6     | GP d'Estíria        | GP d'Itàlia         |
| 7     | GP de San Marino    | GP de Catalunya     |
| 8     | GP d'Emília-Romanya | GP d'Alemanya       |
| 9     | GP de Catalunya     | Dutch TT            |
| 10    | GP de França        | GP d'Estíria        |
| 11    | GP d'Aragó          | GP d'Àustria        |
| 12    | GP de Terol         | GP Gran Bretanya    |
| 13    | GP d'Europa         | GP d'Aragó          |
| 14    | GP C. Valenciana    | GP de San Marino    |
| 15    | GP de Portugal      | GP Amèriques        |
| 16    |                     | GP d'Emília-Romanya |
| 17    |                     | GP de l'Algarve     |
| 18    |                     | GP C. Valenciana    |